# Мокравиця
Мокравиця (пол. Mokrawica, нім. Mokratz) — село в Польщі, у гміні Камень-Поморський Каменського повіту Західнопоморського воєводства.
Населення — 86 осіб (2011).
У 1975-1998 роках село належало до Щецинського воєводства.

## Демографія
Демографічна структура станом на 31 березня 2011 року:
|          | Загалом | Допрацездатний вік | Працездатний вік | Постпрацездатний вік |
| -------- | ------- | ------------------ | ---------------- | -------------------- |
| Чоловіки | 38      | 7                  | 31               | 0                    |
| Жінки    | 48      | 9                  | 31               | 8                    |
| Разом    | 86      | 16                 | 62               | 8                    |